# Casino Arica
El Casino Arica fue un casino de juego ubicado en la ciudad homónima, Región de Arica y Parinacota, Chile. De propiedad del municipio e inaugurado en 1960, fue el centro de entretención más grande del norte y el segundo más antiguo del país. Casino Arica cuenta con una amplia y completa infraestructura, restaurantes, bares, comedores y salones multiuso, junto al más moderno equipamiento tecnológico.
Luego de un fallo judicial en su contra, el casino cerró abruptamente el 20 de septiembre de 2022.

## Historia
Casino Arica es el segundo más antiguo del país, creado el 17 de marzo de 1960 en la Hostería Arica (actual Hotel Arica). En esos tiempos la más importante institución hotelera de la región, propiedad de la Hotelera Nacional Sociedad Anónima (HONSA).
Pero el crecimiento de la ciudad y su proyección como centro turístico ya en esos años, hacía necesario que el Casino tuviera una edificación acorde a su importancia. Así es como, el 26 de junio de 1963, fruto de la Junta de Adelanto de Arica, se traslada a sus actuales dependencias, un imponente edificio rodeada del exótico parque Brasil y muy cerca de la costa. 
Por esos años, Casino Arica estaba en manos de Luis Contreras Cáceres y Cía. un ilustre prohombre de la ciudad, quien se mantuvo a cargo desde 1960 hasta el 31 de enero de 1986, sumando veinticinco años en total. Luego fue el turno del empresario Miguel Nasur y Cía (1986-1991) seguido de Cumming y Cía (1991-2001).
Desde 2001, bajo la concesión de la empresa Casino Puerta Norte S.A., el Casino Municipal de Juegos de la ciudad de Arica vive una profunda trasformación. Gracias a una millonaria inversión en infraestructura y equipamiento fue completamente remodelado interior y exteriormente, con una nueva decoración, más acorde al estilo de los casinos de nivel internacional. Hoy Casino Arica cuenta con tres restaurantes, tres bares y un centro de eventos, 360 tragamonedas y 9 mesas de juegos, todas de última generación.

### Cierre
Desde 2017, la licitación del Casino de Arica se encontraba sin oferentes. Esto hizo que la municipalidad hiciera modificaciones al contrato de concesión a la espera de una nueva licitación del recinto. Sin embargo no lo hizo indefinidamente, sino que solo por un periodo de dos años hasta 2019, y posteriormente hasta 30 días anteriores a que llegara un nuevo operador. Esto generó una demanda del operador español Luckia (operador del Casino Luckia en la misma ciudad) contra la empresa local Puerta Norte, a quien acusó de competencia desleal. En julio de 2021, la municipalidad llevó a cabo un nuevo intento de licitación, pero no fue aprobada por la Superintendencia de Casinos de Juego, quienes señalaron que debía ser en una ubicación.
Si bien la Corte de Apelaciones de Arica falló a favor del Casino de Arica, Luckia presentó un recurso de casación y la decisión fue revertida por la Corte Suprema en junio de 2022, quien consideró ilegales las modificaciones hechas por el municipio. La municipalidad de Arica se vio obligada a finalizar el contrato de concesión. El 20 de septiembre de 2022 el Casino de Arica cerró sus puertas definitivamente. El alcalde Gerardo Espíndola lamentó la situación e indicó que el lugar podría convertirse en un centro cultural, y también buscará reubicar a los trabajadores afectados por la situación. Hay sectores que responsabilizan a Espíndola por el cierre acusando mala gestión.